# Ченслор, Ричард
Ри́чард Че́нслор или Ри́чард Че́нслер (англ. Richard Chancellor; около 1521 — 10 ноября 1556) — английский мореплаватель, положивший начало торговым отношениям России с Англией.

## Биография

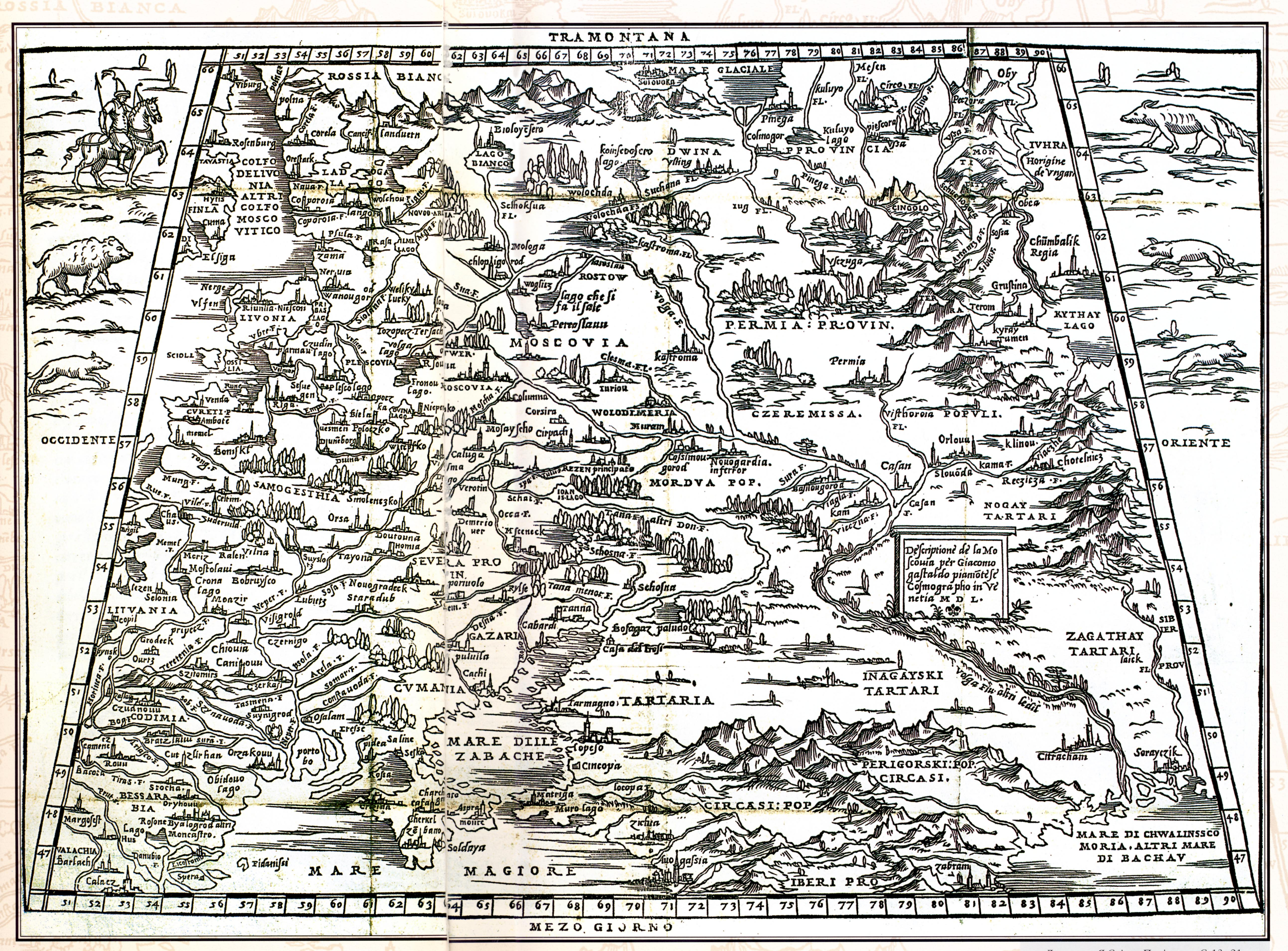
«Китайское озеро» на карте Джакомо Гастальди из итальянского издания «Записок о Московии» С. Герберштейна 1551 года

Ричад Ченслор родился в Бристоле предположительно в 1521 году. В юности воспитывался в поместье Пеншерст, доме влиятельного царедворца сэра Уильяма Сидни, вместе с его сыном Генри Сидни, компаньоном принца Эдуарда, будущего короля Эдуарда VI. Будучи незнатного происхождения, систематического образования, по-видимому, не получил, и своими познаниями в навигации, географии, астрономии и пр. обязан был знаменитому мореплавателю Себастьяну Каботу, а также известному ученому Джону Ди. В 1550 году участвовал в плавании Роджера Боденхема на барке «Aucher» в Средиземное море, на острова Хиос и Крит.

## История экспедиций
В 1551 году Себастьян Кабот и Джон Ди, совместно с известным географом Ричардом Хаклюйтом, при поддержке влиятельных вельмож, в частности, Джона Дадли герцога Нортумберлендского, основали в Лондоне «Компанию купцов-предпринимателей для открытия стран, земель, островов, государств и владений, неведомых и доселе морским путем не посещаемых» (Mystery and Company of Merchant Adventurers for the Discovery of Regions, Dominions, Islands, and Places unknown), занимавшуюся, в частности, поисками Северо-восточного морского пути.
Согласно господствовавшим в те годы в европейской географии ошибочным представлениям, из Европы в Китай возможно было попасть северным путем через реку Обь. В частности, австрийский дипломат Сигизмунд Герберштейн, побывавший в России в 1517 и 1526 годах, составил карту Сибири, на которой в верховьях Оби было показано огромное озеро, названное им «Китайским» (Kitai lacus), неподалёку от которого располагался город «Кумбалик» (Ханбалык), современный Пекин.
20 мая 1553 года английский король Эдуард VI отправил на поиски северного пути в Индию и Китай через Северный Ледовитый океан три корабля, снаряжённых вышеназванной компанией, под начальством капитан-генерала сэра Хью Уиллоби: 160-тонный «Эдуард Благое Предприятие» («Edward Bonaventure»), 120-тонная «Добрая Надежда» («Bona Esperanza») и 90-тонное «Благое упование» («Bona Confidentia»).

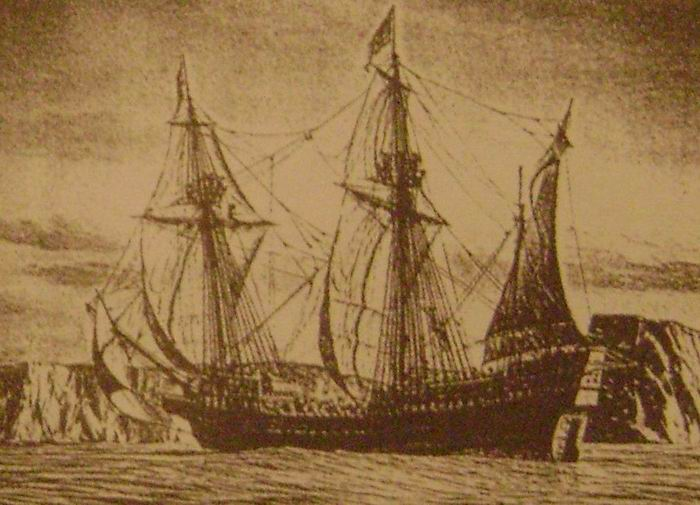
1553 год. Корабль капитана Ченслора «Эдуард Бонавентура» огибает мыс Нордкап

Не имевший, подобно Уиллоби, знатной и влиятельной родни, но обладавший немалыми познаниями в навигации, Ченслер назначен был капитаном одного из кораблей «Эдуард Бонавентура» по рекомендации Ричарда Хаклюйта (старшего). По другим данным, был выдвинут своим товарищем по детским играм лордом Генри Сидни.

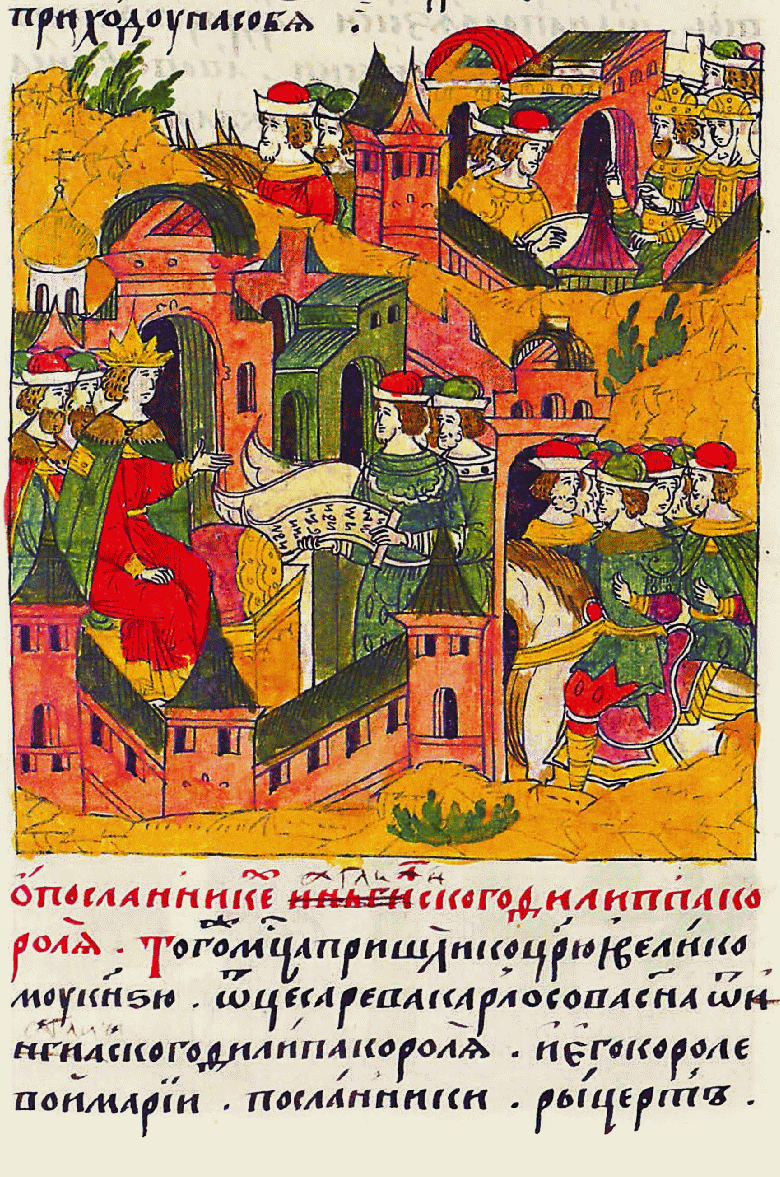
Приём Ченслора в Москве Иваном IV. Миниатюра Лицевого летописного свода

Разлучённые бурей, два корабля из трёх зазимовали у берегов Русской Лапландии, в устье реки Варзина, где их экипажи позже погибли, а «Эдуард Бонавентура», первым капитаном которого был Ричард Ченслор, вторым — Климент Адамс, попал в Белое море. 24 августа 1553 года «Эдуард Бонавентура» вошёл в Двинский залив и бросил якорь у Летнего берега, напротив селения Нёнокса. От местных жителей, изумлённых появлением большого корабля, англичане узнали, что эта местность является не Индией, а Россией.
Отсюда англичане отправились к острову Ягры и пристали к берегу в бухте св. Николая, недалеко от Николо-Корельского монастыря (где впоследствии был основан город Северодвинск).
Англичане объявили, что имеют от английского короля письмо к царю и желают завести с русскими торговлю. Начальники Двинской земли немедленно отправили гонца к царю Иоанну Грозному, который пригласил Ченслора в Москву.
Свои впечатления о Москве Ричард Ченслор выразил так:

«Сама Москва очень велика. Я считаю, что город в целом больше, чем Лондон с предместьями. Но она построена очень грубо и стоит без всякого порядка. Все дома деревянные, что очень опасно в пожарном отношении. Есть в Москве прекрасный замок, высокие стены которого выстроены из кирпича. Царь живёт в замке, в котором есть девять прекрасных церквей и при них духовенство».

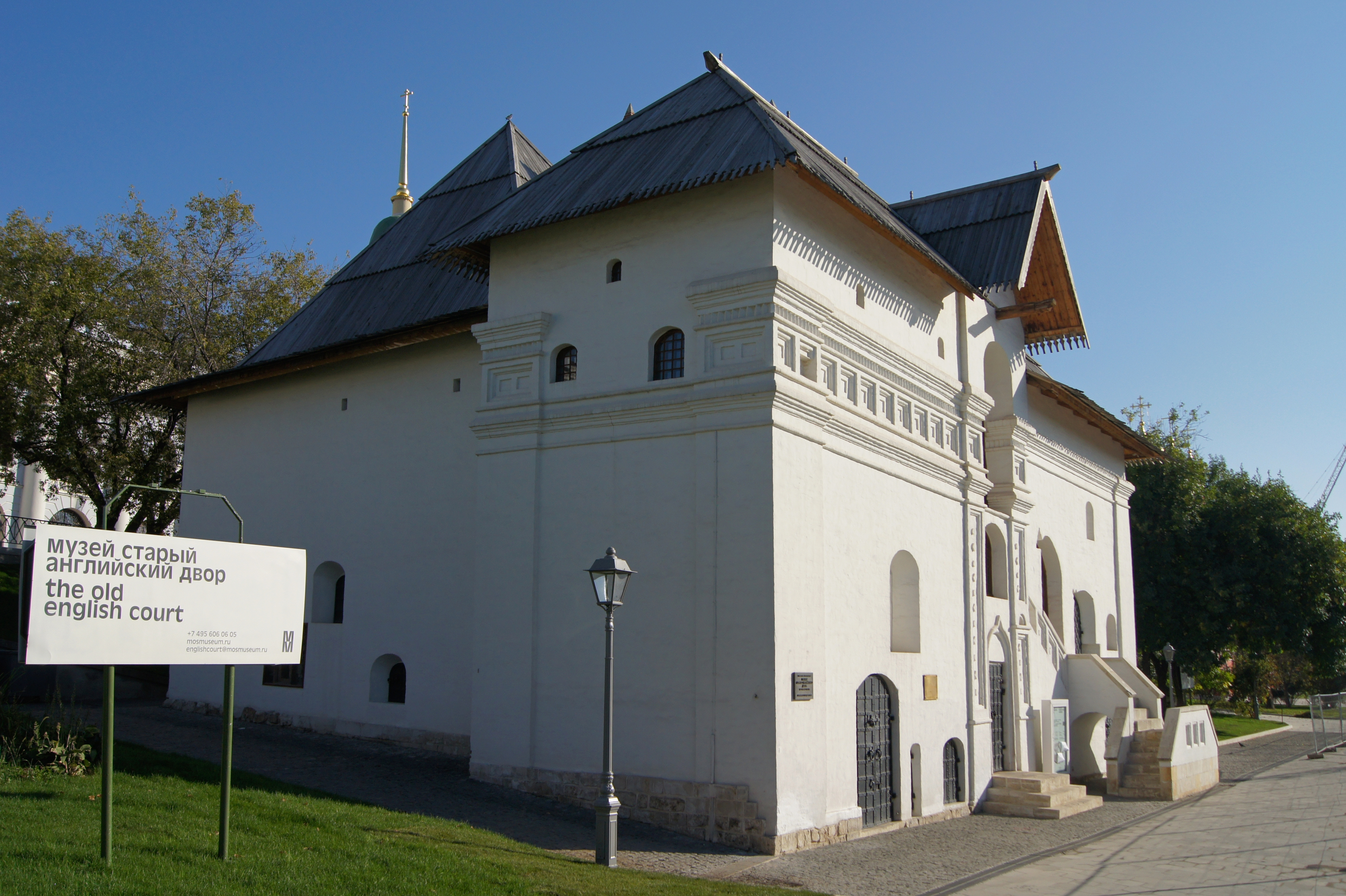
Старый английский двор в Москве (ул. Варварка, 4)

Для русского царя посещение англичан было настоящим подарком, поскольку из-за войны со Швецией и Польшей за обладание Ливонией он нуждался в технической и военной помощи. Весной 1554 года Ченслор был отпущен Иоанном с грамотой на беспошлинную торговлю с Россией. Из-за смерти Эдуарда Ченслор вручил грамоту Иоанна королеве Марии и своими вестями вызвал большую радость в Лондоне. В 1555 году компания «Mystery» была переименована в «Московскую компанию» и Ричард Ченслор вторично отправился в Россию на двух кораблях с поверенными компании Ричардом Греем и Георгом Киллингвортом для заключения торжественного договора с русским царём.
Иоанн милостиво принял Ченслора и его товарищей, называя королеву Марию любезнейшей сестрой. Был учреждён особенный совет для рассмотрения прав и вольностей, которых требовали англичане; главная мена товаров была назначена в Холмогорах, осенью и зимой; цены остались произвольными. Иоанн дал англичанам торговую грамоту, объявив в ней, что они свободно и беспошлинно могут торговать во всех городах России. В 1556 году Ченслор отплыл в Англию с четырьмя богато нагруженными кораблями, вместе с русским посланником Осипом Непеей и русскими купцами Феофаном Макаровым и Михаилом Григорьевым. Но флотилия Ченслора была рассеяна сильной бурей, из четырех кораблей лишь один достиг Лондона, три остальных погибли: один у берегов Норвегии, другой — в виду Тронхейма, а третий, на котором находились Непея и сам Ченслор, 10 ноября разбился у берегов Шотландии. Ченслор утонул при этом кораблекрушении; погибли все товары и подарки для королевы. Русское же посольство спаслось, было принято королевой Марией и с богатыми дарами и грамотой от неё благополучно вернулось назад.
Подробных сведений о семье Ченслора не сохранилось, известно лишь, что к началу экспедиции 1553 года он имел двух сыновей.

## Память

Памятный знак Ричарду Ченслеру на острове Ягры

- Одна из улиц города Северодвинска на севере острова Ягры также носит имя Ричарда Ченслера. Южнее он больше известен уже как капитан Ченслор.
- На набережной имени Александра Зрячева на острове Ягры установлен памятный знак капитану Ричарду Ченслеру.
- Подлинных портретов Ричарда Ченслера не сохранилось. В справочной и популярной литературе, посвященной географическим открытиям, нередко ошибочно приводится портрет его знатного современника — барона Ричарда Рича (1497—1567), лорда-канцлера при короле Эдуарде VI в 1547—1552 годах.

## В художественной литературе и живописи
- Является одним из центральных персонажей исторического романа шотландской писательницы Дороти Даннед[англ.] «Окружённый замок» (1971) из цикла «Хроники Лаймонда».